# 唐西拉
唐西拉（Tansila）為位在布吉納法索的城鎮，由布克萊迪穆翁大區巴瓦省唐西拉縣管轄。該城鎮為唐西拉縣的首府。2005年人口普查中該城鎮人口有3,876人。